# Holstein Kiel
Holstein Kiel – niemiecki klub piłkarski z siedzibą w Kilonii (Szlezwik-Holsztyn).

## Sukcesy
- Mistrzostwo Niemiec: 1912
- Wicemistrzostwo Niemiec: 1910, 1930

## Historia

### XXI wiek

#### Lata 2001-2007
Od sezonu 2001/02 Holstein Kiel występowało w Regionallidze (3. poziom rozgrywek). Najczęściej kończyło rozgrywki w środku stawki (oprócz sezonu 2005/06, który zakończyli na 4. miejscu). W sezonie 2006/07 zajęli 15. miejsce, które oznaczało spadek do Oberligi.

#### Lata 2007-2013
W sezonie 2007/08 drużyna z Kilonii zajęła 1. miejsce, jednak w wyniku reformy piłkarskiej w Niemczech (utworzenie 3. Ligi - trzeciego poziomu rozgrywek w miejsce Regionalligi, która stała się czwartym poziomem) pozostała na 4. poziomie rozgrywkowym. Już sezon później zajęli 1. miesjsce i awansowali do 3. Ligi. Spadli z niej już po 1 sezonie, zajmując 19. miejsce. Po sezonie 2012/13 i zajęciu pierwszego miejsca w Regionallidze Nord, Holstein Kiel awansowało do 3. Bundesligi.

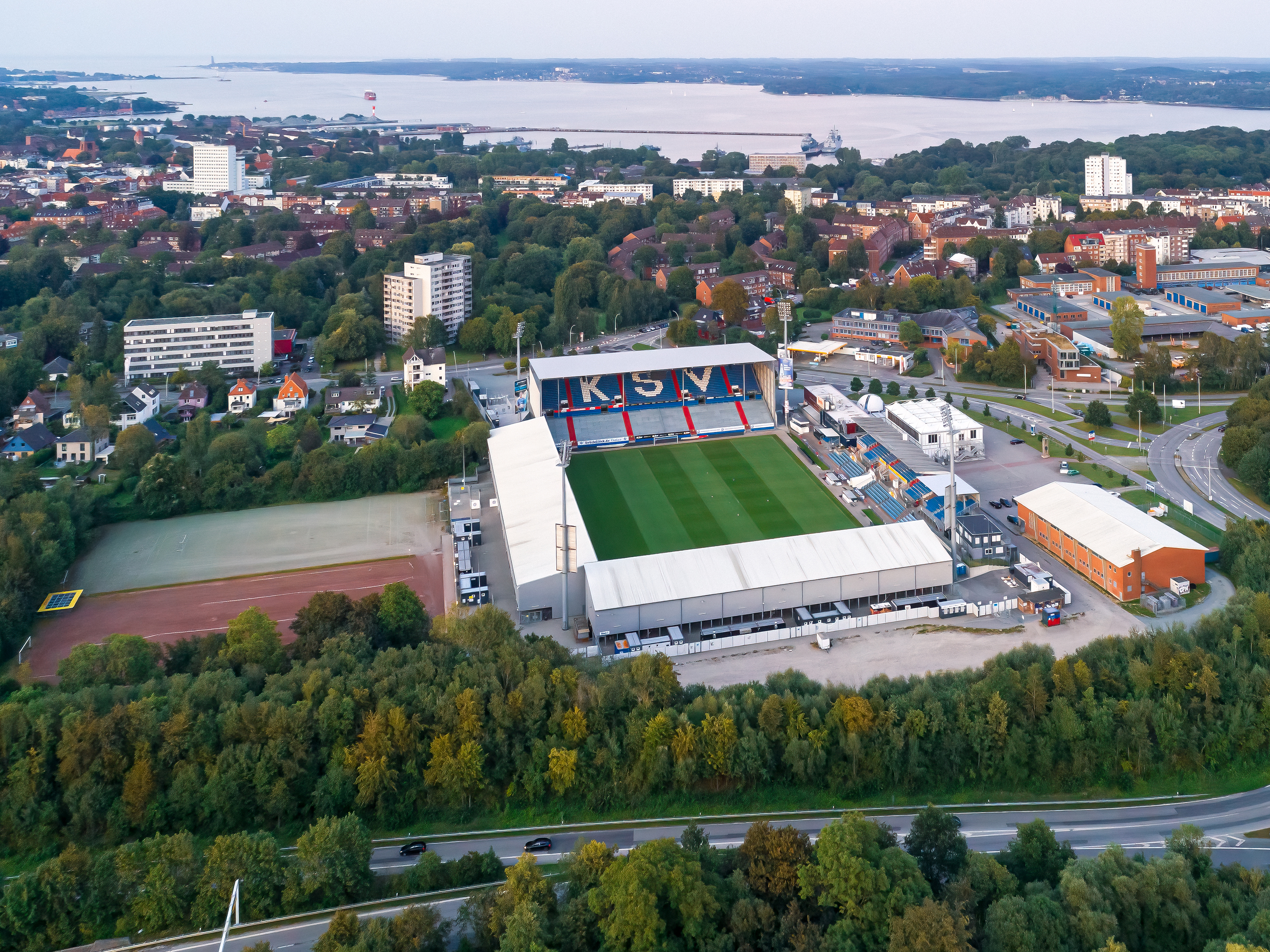
Stadion klubu

#### Lata 2013-2017
Swój pierwszy sezon na 3. poziomie od 3 lat Holstein Kiel zakończyło na 16. miejscu. Następny sezon zakończyli na 3. miejscu, dzięki czemu wystąpili w barażach o awans do 2. Bundesligi. Tam jednak przegrali z TSV 1860 Monachium 2:1 w dwumeczu. Po słabszym sezonie 2015/16, następny sezon dał drużynie awans do 2. Bundesligi. Sezon 2016/17 zakończyli na 2. miejscu z punktem straty do zwycięzcy ligi - MSV Duisburg.

#### Od 2017
Jako beniaminek 2. Bundesligi w sezonie 2017/18 zajęli 3. miejsce, dająca prawo gry w barażach o Bundesligę. Tam zmierzyli się z zespołem VfL Wolfsburg, z którym przegrali 2:0 w dwumeczu. Podobny rezultat osiągnęli w sezonie 2020/21, w którym także zajęli 3. miejsce i zmierzyli się w barażach z 1. FC Köln, który przegrali w dwumeczu 2:5. Po drodze drużyna z północnych Niemiec zajmowała pozycje: 6. w sezonie 2018/19 i 11. w sezonie 2019/20. Sezon 2021/22 poszedł już gorzej, gdyż zajęli 9. lokatę z dorobkiem 45 punktów.
W sezonie 2020/21 drużyna odniosła sensacyjne zwycięstwo z Bayernem Monachium – obrońcą tytułu Pucharu Niemiec i zwycięzcą Ligi Mistrzów z sezonu 2019/20. W drugiej rundzie pucharu Niemiec wygrali oni po serii rzutów karnych. Ostatecznie dotarli do półfinału, gdzie odpadli z Borussią Dortmund (0:5).
Sezon 2023/24 okazał się przełomowy dla drużyny z północy Niemiec. W przedostatniej kolejce 2. Bundesligi, Holstein Kiel zremisowało z Fortuną Düsseldorf, co pozwoliło im na uzyskanie pierwszego w historii awansu do Bundesligi. Stał się on 58. klubem w historii, który zyskał prawo do gry w najwyższej lidze w Niemczech.

## Sezony (w XXI wieku)
| Sezon                   | Liga                | Poziom | Miejsce w lidze | Uwagi                    |
| ----------------------- | ------------------- | ------ | --------------- | ------------------------ |
| 2000/2001               | Oberliga (Nord)     | IV     | 1               | awans po barażach        |
| 2001/2002               | Regionalliga (Nord) | III    | 13              |                          |
| 2002/2003               | Regionalliga (Nord) | III    | 13              |                          |
| 2003/2004               | Regionalliga (Nord) | III    | 12              |                          |
| 2004/2005               | Regionalliga (Nord) | III    | 10              |                          |
| 2005/2006               | Regionalliga (Nord) | III    | 4               |                          |
| 2006/2007               | Regionalliga (Nord) | III    | 15              |                          |
| 2007/2008               | Oberliga (Nord)     | IV     | 1               |                          |
| reorganizacja rozgrywek |                     |        |                 |                          |
| 2008/2009               | Regionalliga (Nord) | IV     | 1               |                          |
| 2009/2010               | 3. Liga             | III    | 19              |                          |
| 2010/2011               | Regionalliga (Nord) | IV     | 6               |                          |
| 2011/2012               | Regionalliga (Nord) | IV     | 2               |                          |
| 2012/2013               | Regionalliga (Nord) | IV     | 1               | awans po barażach        |
| 2013/2014               | 3. Liga             | III    | 16              |                          |
| 2014/2015               | 3. Liga             | III    | 3               |                          |
| 2015/2016               | 3. Liga             | III    | 14              |                          |
| 2016/2017               | 3. Liga             | III    | 2               |                          |
| 2017/2018               | 2. Bundesliga       | II     | 3               | przegrane baraże o awans |
| 2018/2019               | 2. Bundesliga       | II     | 6               |                          |
| 2019/2020               | 2. Bundesliga       | II     | 11              |                          |
| 2020/2021               | 2. Bundesliga       | II     | 3               | przegrane baraże o awans |
| 2021/2022               | 2. Bundesliga       | II     | 9               |                          |
| 2022/2023               | 2. Bundesliga       | II     | 8               |                          |
| 2023/2024               | 2. Bundesliga       | II     | 2               |                          |
| 2024/2025               | Bundesliga          | I      | 17              |                          |

## Obecny skład
Stan na 19 sierpnia 2021 r.
| Nr | Poz. | Piłkarz                |
| -- | ---- | ---------------------- |
| 1  | BR   | Ioannis Gelios         |
| 2  | OB   | Mikkel Kirkeskov       |
| 3  | OB   | Marco Komenda          |
| 4  | PO   | Patrick Erras          |
| 5  | OB   | Stefan Thesker         |
| 6  | PO   | Marcel Benger          |
| 7  | PO   | Ahmet Arslan           |
| 8  | PO   | Alexander Mühling      |
| 9  | NA   | Hólmbert Friðjónsson   |
| 10 | PO   | Lewis Holtby           |
| 11 | NA   | Fabian Reese           |
| 14 | NA   | Steven Skrzybski       |
| 15 | OB   | Johannes van den Bergh |
| 16 | PO   | Philipp Sander         |

| Nr | Poz. | Piłkarz                                       |
| -- | ---- | --------------------------------------------- |
| 18 | NA   | Lion Lauberbach                               |
| 19 | OB   | Simon Lorenz                                  |
| 20 | NA   | Fiete Arp (Wypożyczony z Bayern Monachium II) |
| 21 | BR   | Thomas Dähne                                  |
| 22 | OB   | Aleksandar Ignjovski                          |
| 23 | OB   | Julian Korb                                   |
| 24 | OB   | Hauke Wahl (Kapitan)                          |
| 25 | OB   | Phil Neumann                                  |
| 27 | NA   | Finn Porath                                   |
| 28 | NA   | Noah Awuku                                    |
| 29 | NA   | Joshua Mees                                   |
| 31 | NA   | Fin Bartels                                   |
| 32 | PO   | Jonas Sterner                                 |
| 33 | BR   | Timon Weiner                                  |